# Battaglia delle colline dell'Ancre
La battaglia delle colline dell'Ancre è stata una prolungata battaglia di logoramento nell'ottobre 1916, nel corso della battaglia della Somme. Hubert Gough, tenente generale della riserva, riuscì alla fine a uscire dalle posizioni occupate dalle sue truppe sin dall'inizio della battaglia della Somme (1º luglio), con l'intenzione di continuare ad esercitare pressione sulle forze tedesche, sul pianoro che si affaccia sul fiume Ancre. In tre settimane di combattimenti, la penetrazione più profonda fu di circa 900 metri.
L'esercito canadese, comandato da sir Julian Byng fu pesantemente coinvolto nello scontro, in particolare la quarta divisione canadese aggregata al secondo corpo britannico. I canadesi furono impressionati dalla condotta tenuta da Gough e manifestarono riluttanza a combattere nuovamente sotto al suo comando. Nel 1917, quando il corpo canadese era guidato dal generale canadese Arthur Currie, nel corso della battaglia di Passchendaele tale posizione si tramutò in un completo rifiuto.
Alle 15:15 (ora zero) del primo ottobre, i canadesi provarono nuovamente a prendere la Regina Trench (una trincea), nel corso di un acquazzone, attaccando su un fronte di oltre un chilometro. L'artiglieria aveva bombardato la trincea ma la quarta e la quinta divisione di fucilieri da montagna scoprirono che le barriere di filo spinato e le mitragliatrici tedesche erano ancora efficienti. Il ventiduesimo, il ventiquattresimo ed il venticinquesimo battaglione di fanteria dovettero fronteggiare barriere di filo spinato intonse ed un pesante fuoco di sbarramento, ottenendo successi limitati, riuscendo solo ad occupare una parte della trincea "Kenora". Dopo questo primo attacco la pioggia incessante rese impossibile la prosecuzione dell'offensiva per un'intera settimana, tuttavia le truppe canadesi prepararono la seconda parte dell'offensiva.
La seconda fase ebbe inizio sotto una fredda pioggia, alle 4:50 dell'otto ottobre. Otto battaglioni canadesi rinnovarono l'attacco contro la Regina Trench. L'artiglieria non riuscì nuovamente a danneggiare le difese tedesche e le unità canadesi lanciate all'attacco andarono incontro ad una forte resistenza. Nel corso di uno degli episodi più toccanti della guerra, il ventiduenne James Richardson, del sedicesimo battaglione, fu decorato con la Victoria Cross per aver suonato la sua cornamusa, esposto al fuoco nemico, per infondere coraggio al suo battaglione che si trovava in una situazione di stallo. Richardson sopravvisse all'attacco ma fu ucciso più tardi, lo stesso giorno. Alla fine della giornata pochi obbiettivi erano stati raggiunti, al prezzo di 1 364 vittime. Il corpo canadese in seguito si ritirò, mentre la quarta divisione fu, in un primo tempo, schierata sulla Somme.
La fase finale della battaglia iniziò il 21 ottobre, malgrado le piogge trasformato il terreno in un pantano. L'ottantasettesimo ed il centoduesimo battaglione attaccarono la Regina Trench. Questa volta l'artiglieria riuscì ad interrompere i reticolati ed i canadesi catturarono la posizione in soli quindici minuti. Alle sette del mattino del 24 ottobre, il quarantaquattresimo battaglione attaccò un'ulteriore sezione della trincea; ciò avvenne, tuttavia, dopo un'inadeguata preparazione di artiglieria che lasciò le difese tedesche intatte. L'artiglieria martellò le forze attaccanti ed i soldati tedeschi si alzavano in piedi per sparare sui canadesi che avanzavano. L'attacco fallì. Inglesi e canadesi si riorganizzarono e poco dopo la mezzanotte fra il dieci e l'undici novembre lanciarono l'assalto finale contro la parte della Regina Trench ancora in mano ai tedeschi. Gli attaccanti raggiunsero i loro obbiettivi in un paio d'ore concludendo così la battaglia. L'artiglieria continuò a martellare la posizione al punto che gli attaccanti la definirono 'una semplice depressione nel gesso' I vincitori passarono il resto della giornata a consolidare le posizioni conquistate e a difendersi dai contrattacchi germanici. Due giorni dopo l'artiglieria canadese entro in azione per supportare l'attacco britannico sull'Ancre..
La battaglia fu il preludio dell'atto finale dello scontro sulla Somme, la battaglia dell'Ancre, che ebbe inizio il 13 novembre dello stesso anno.